# 小宇妥·元丹贡布

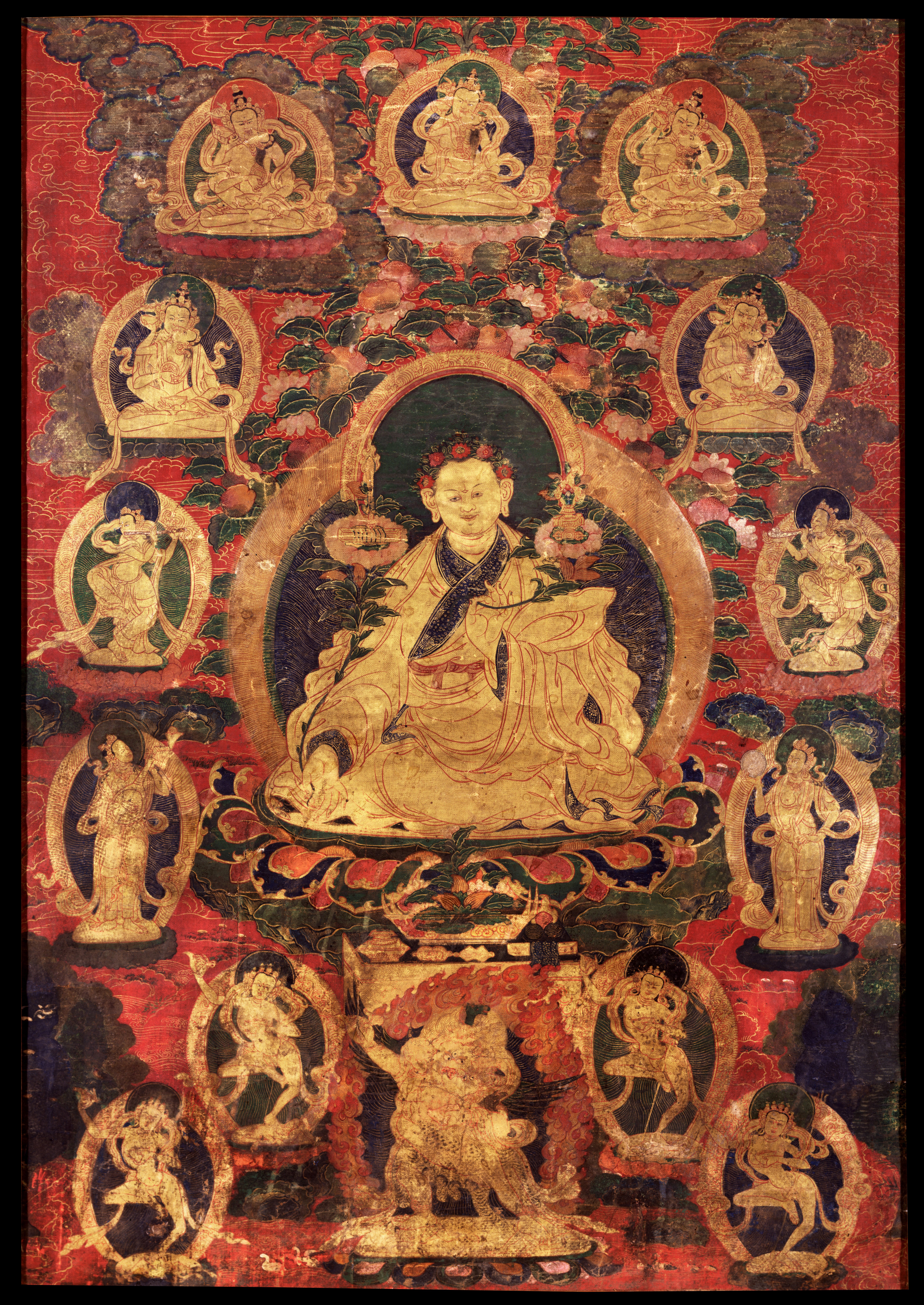
元丹贡布家族

小宇妥·元丹贡布（藏語：གཡུ་ཐོག་གསར་མ་ཡོན་ཏན་མགོན་པོ，威利转写：g.yu thog gsar ma yon tan mgon po，1126年—1202年，一说1118年—1193年），12世纪吐蕃医药学家。他出生在后藏年堆·阁希热塘。老宇妥·元丹贡布的第十三代孙，他和祖父小斋杰多杰、父小琼布多杰、子小绷曾、孙小萨鲁多杰智合同称“小宇妥五贤”。
宇妥·元丹贡布自幼跟随父亲学藏文。八岁学习十明，攻读医学论著，青年时成为名医。他以卫巴·达玛扎巴为师，学习医术、药诊医决，获得所赐《四部医典》，这一失掉多年的祖传原著。十八岁至印度深造，在古达以空行主母巴登逞瓦为师，学习《青柳续》。后至科毛杰，学习《八支》《月王药诊》《益效医经》《宝积》《睡莲》等医学论著。再去锡兰，听受大中小三部《月光黑白甘露宝瓶》。又去王舍城，学习巴保的论著《八支》大小《国鉴》《石药密方》等。在二十一岁回到家乡行医。之后又先后六次去印度学医，贯通群论。
宇妥·元丹贡布行医，广收门徒，盛时弟子多达三百余人，其中松敦·也协宋、姜曼·奈赛、巴曼·尼玛等最著名。他的著作有《大小八支集要》《巴保医学集要总注·观察宝鉴》《切脉学五章》《小续》《宇妥药诊十八支》《草药大全》《十万拳头》等。
他将厘定后的藏文改定《四部医典》，加入注释，按照时地差别进行补遗，充实了实践医诀：《本则部》中增补了一些章节，《论述部》增加了茶、药、食等章，《后续部》补充了《月王药诊》之前遗漏的脉诊，子母生克等，《医决部》也有增补。他另著有《<四部医典>金注》。《四部医典》有了繁本和简本，更加完善、丰富。